# Srí Lanka
Srí Lanka, korábbi nevén Ceylon (teljes nevén Srí Lanka-i Demokratikus Szocialista Köztársaság) az Indiai-óceán északi részén található szigetország. A Mannár-öböl és a Palk-szoros választja el az indiai félszigettől. Délnyugaton a távolabbi Maldív-szigetekkel, északnyugaton a közeli Indiával van tengeri határa. Fővárosa Szrí Dzsajavardhanapura Kótté, legnagyobb városa és gazdasági központja Colombo.
A Magyarországnál kisebb területű ország körülbelül 22 millió fős népességgel rendelkezik (2023). Több nyelvnek és etnikumnak ad otthont. A szingalézek alkotják a lakosság többségét. A tamilok a legjelentősebb kisebbségi csoport, amely szintén befolyásos szerepet játszott a sziget történetében. 1983-ban egy hosszú polgárháború kezdődött, amely 2009-ben ért véget, amikor a Srí Lanka-i fegyveres erők legyőzték a szeparatista Tamil Felszabadító Tigriseket.
Fejlődő ország, az emberi fejlettségi indexen 2021-ben a 73. helyen állt. A tea, a kávé, a természetes gumi, a fahéj és a kókuszdió exportjáról ismert. Természeti szépsége, gyönyörű tengerpartjai és gazdag kulturális öröksége következtében népszerű turisztikai célpont.

## Fekvése
Az Indiai-óceán északi részén, India partjaitól délre található, az Egyenlítőtől 6–9,5 fokra északra.
Homokos tengerpartja pálmafákban, a sziget belseje buja növényzetben és állatvilágban gazdag. A szárazföld belsejében teaültetvények, rizsföldek, trópusi őserdők váltogatják egymást.

## Nevének eredete
Neve szingaléz eredetű, és „sugárzó, fénylő ország”-ot jelent. Az államot régebben a szigettel megegyező néven emlegették. Ez a név óind eredetű („oroszlánsziget”), és a bátorságukról híres szingaléz harcosokra emlékeztet. Az egykori brit gyarmat 1948-ban kiáltotta ki függetlenségét.
Korábbi elnevezése volt még: Lanka (szanszkrit), Simundu vagy Simoundou (görög), Szerandives (római latin), Szerendip (perzsa), illetve Szerendib (arab), Tâmraparnî (hindi), illetve Taprobanê (görög).
A portugálok a Ceilas nevet adták neki, a latin Selan (Szelan) név alapján. Általánosan ismertté az angol Ceylon néven lett, mely 1972-ig volt érvényben, akkor lett hivatalosan Srí Lanka.

## Földrajz

### Domborzat
A szigetország mértani középpontjában, a kiszélesedő déli rész közepét idős kőzetekből felépülő hegység foglalja el, amelyet minden oldalról lankás dombságok, alföldek, part menti síkságok öveznek. A számtalan lagúna, földnyelv és szigetecske jelzi, hogy a partok a legtöbb helyen laposak, szinte észrevétlenül olvadnak bele a tengerbe.
A sziget területe három magassági zónára osztható:
- a parti síkságok (tengerszint feletti 50 m magasságig), amelyek nyugaton és délen viszonylag keskenyek; a keleti oldalon viszont észak felé fokozatosan kiszélesednek
- a dombvidék és az előhegyek (800 m magasságig), ezek főleg a központi hegységtől nyugatra és délre foglalnak el jelentős területeket
- a központi hegyvidék (2000 m feletti csúcsokkal)

Az ország legmagasabb pontja a Pidurutalágala, ennek magassága 2524 méter. További jelentősebb csúcsok: Kirigalpota (2395 m), Totapola (2360 m) és a vallási-kultikus jelentőségű Ádám-csúcs (Sri Pada, 2243 m). Ez utóbbi a buddhizmusnak, az iszlámnak és a hinduizmusnak egyaránt szent helye.
Indiával az „Ádám hídja” nevű képződmény köti össze. Ez ma apró szigetek és mészkőzátonyok láncolata, amelyek nagy része nem emelkedik ki a tengerből. Valaha azonban összefüggő földhíd volt. 1480-ban adta meg neki az utolsó kegyelemdöfést egy trópusi ciklon.

### Vízrajz
A sziget domborzati adottságai következtében a folyók küllőszerűen ágaznak ki a központi hegyvidékből. A leghosszabb folyó a Mahaweli is alig éri el a 330 km-t. A két legbővizűbb folyó a Kalu (112 km) és a Kelani (143 km).
Az alacsonyan fekvő, porózus mészkő Jaffna-félszigetnek (északon) gyakorlatilag nincs természetes vízfolyása.
A folyók általában meredek esésűek, különösen a hegyvidék fennsíkjait elhagyva alkotnak látványos vízeséseket, a legmagasabban 200 méterről zuhannak alá. A tengerparti síkságok enyhén lejtenek, a lassan hömpölygő folyók nagy deltatorkolatatot alakítanak ki vagy pedig a tenger hullámzása által létrehozott lagúnákban végződnek. E lagúnák hossza eléri a 100 km-t is és a tengervízzel keveredve ideális életfeltételeket teremtenek sok hal- és rákfélének.
Természetes tavak alig vannak az országban, viszont az északi és a keleti száraz területeken lépten-nyomon az ősi időkben kiépült víztározókra bukkanunk. E tározók 2000 éves múltra tekintenek vissza. A víztározókból öntözőcsatornák ágaznak el, amelyek nagy távolságig juttatják el az éltető vizet.

### Éghajlat
Srí Lanka az Egyenlítőtől valamivel északra, az Indiai-óceánban terül el, klímája trópusi. Átlaghőmérséklete és a levegő páratartalma magas, de a sziget domborzati viszonyai miatt tájegységenként különböző. A tengerparton a levegő jóval melegebb – esetenként kifejezetten forró -, míg a hegyek között jóval kellemesebb a hőmérséklet. Tengerparton átlag 27 °C, "a hegyi fővárosban", Kandiban 20 °C, mig a közel 2000 méter magasan fekvő Nuwara Eliyaban 16 – 18 °C. A csapadék eloszlása sem egyenletes. A sziget délnyugati részén fekvő esős zóna átlagosan évi 2500 mm csapadékot kap. A legtöbb vidéken az évi csapadékmennyiség 1200–1900 mm. Itt az esős időszak októbertől januárig tart, az év többi részében nagyon kevés a csapadék. Az északnyugati és a délkeleti partok kifejezetten szárazak, az évi csapadékmennyiség 600–1200 mm.

### Élővilág
Eredetileg a sziget egészét erdő fedte, a 21. század elejére csak 32%-át foglalja el erdő. Természetes növénytakarója DNy-on trópusi esőerdő, DK-en monszunerdő, É-on szavanna és fás szavanna. Erdőirtások miatt elsősorban a trópusi sík vidéki esőerdők állományai tűntek el, ezek nagyobbrészt csak 1000 m magasság felett maradtak meg. 1500 méteren hegyi esőerdők, illetve köderdők vannak, felettük füves növényzet, az úgynevezett pata. Észak felé haladva az örökzöld erdőket lombhullató fajok alkotta erdők váltják fel. A legszárazabb vidékeket bozótos szavanna borítja. Az általában homokos tengerparton pálmaligetek nőnek.
Gazdag állatvilágát sok bennszülött (endemikus) faj jellemzi, a rovarevők közül például a karmoscickány és a ceyloni törpecickány. Jellegzetes faj a félmajmok közé tartozó karcsú lóri, amelynek legközelebbi rokonai Madagaszkáron élnek. A főemlősök közül megtalálható a ceyloni parókás majom, a hulmán, a vörösarcú langur is, ragadozók közül az aranysakál, a mocsári hiúz, a ceyloni leopárd, a ceyloni törpemacska, az ajakos medve, az indiai mongúz. Valószínűleg betelepített az indiai elefánt és a disznószarvas.
A szigeten él a maradványhangya (Aneuretinae) alcsalád egyetlen recens faja, a Srí Lanka-i maradványhangya (Aneuretus simoni).

#### Természetvédelmi területek
A szigeten sok nemzeti park található. Az alábbi felsorolás csak a legrégebbieket, legnevezetesebbeket tartalmazza.
- Yala: Colombótól 309 km-re a sziget délkeleti részén, száraz vidéken fekszik. Területe: 1259 km2. Nevezetessége az itt élő nagy testű emlősök, köztük elefánt.
- Uda Walawe: Colombótól 170 km-re a sziget északnyugati részén fekszik, száraz övezetben. Területe 30 821 ha. Elefánt, leopárd, vízibivaly, krokodil, vaddisznó, szarvas, őz és számtalan madár élőhelye.
- Horton Plains: Colombótól 200 km-re, hegyvidéken, az esőerdőben helyezkedik el.
- Kumana madár rezervátum: Colombótól 312 km-re. Vándormadarak és több mint 500 féle honos madár.
- Wilpattu: Colombótól 176 km-re, az északnyugati part száraz övezetében, természetes tavak vidékén.
- Pinnawela elefánt menhely: Colombótól 90 km-re, több mint 70 elefántból álló csorda látható.
- Peradeniya botanikus kert: 600 ha festői környezetben Kandi mellett található, 1371-ben létesítették. A világ egyik legszebb botanikus kertje.

#### Természeti világörökség
Az UNESCO által elismerten a világ természeti örökségének része a Sinharadzsa Erdő Természetvédelmi Terület.

## Történelem
Őslakosai a vedda törzsek voltak. Őket az Északnyugat-Indiából érkező fejlettebb kultúrájú szingalézek igázták le és a Kr. e. 1. évezred közepén alapítottak államot Anuradhapura fővárossal.
Kr. e. 250 körül a sziget lakói áttértek a buddhizmusra. 
Ókori történelme során számos nép folytatott kereskedelmet a szigettel (így a rómaiak, az arabok is).
Egyes kutatók szerint a 7. és 11. század között több hullámban a tamilok vándoroltak át a szigetre. Önálló királyságot alapítottak, és a szingalézeket a sziget délnyugati részébe szorították. (A két nép között máig tartó ellenségeskedés folyik.) A 10. század végén a sziget északi része a tamil Csola-Birodalom fennhatósága alá került. A hódító Csola-dinasztia alapította az új fővárost, Polonnaruvát. A Csolák után ismét a szingalézek uralkodtak, de Pollonaruva főváros maradt és a szigetországot a szingaléz Parákramabáhu egyesítette (ur.: 1153-1186).
A 13-15. században Kandi volt a főváros. Északon a 14. században egy dél-indiai dinasztia megalapította a Tamil Királyságot.
A portugálok érkezésekor a szigeten három királyság állt fenn, Jaffna, Kotte és Kandi központtal. Az 1505 és 1658 közötti portugál, illetve az azt követő, 1802-ig tartó holland uralom csak a két part menti királyságra terjedt ki. A 18-19. század közötti angol gyarmatosítás megpecsételte a sziget további sorsát: 1802-ben brit koronagyarmattá nyilvánították.
Ceylon 1948-ban elnyerte a függetlenségét és ugyanakkor belépett a Brit Nemzetközösségbe, államfője a brit uralkodó maradt. 1972-ben az ország végleg elszakadt a brit koronától, áttért a köztársasági államformára és nevét Ceylonról Srí Lankára változtatták.
A Srí Lanka-i polgárháború 1983-ban robbant ki a tamilok és szingalézek között és végül 2009-ben zárult le a tamil felkelők vereségével.
2004 karácsonyán a szigetet érintette az indiai-óceáni cunami, súlyos károkat és több ezer ember halálát okozva.
2019. április 21-én, húsvétvasárnap, iszlamista szélsőségesek kilenc helyszínen követtek el robbantásos merényleteket, a halottak és a sérültek száma több száz volt.

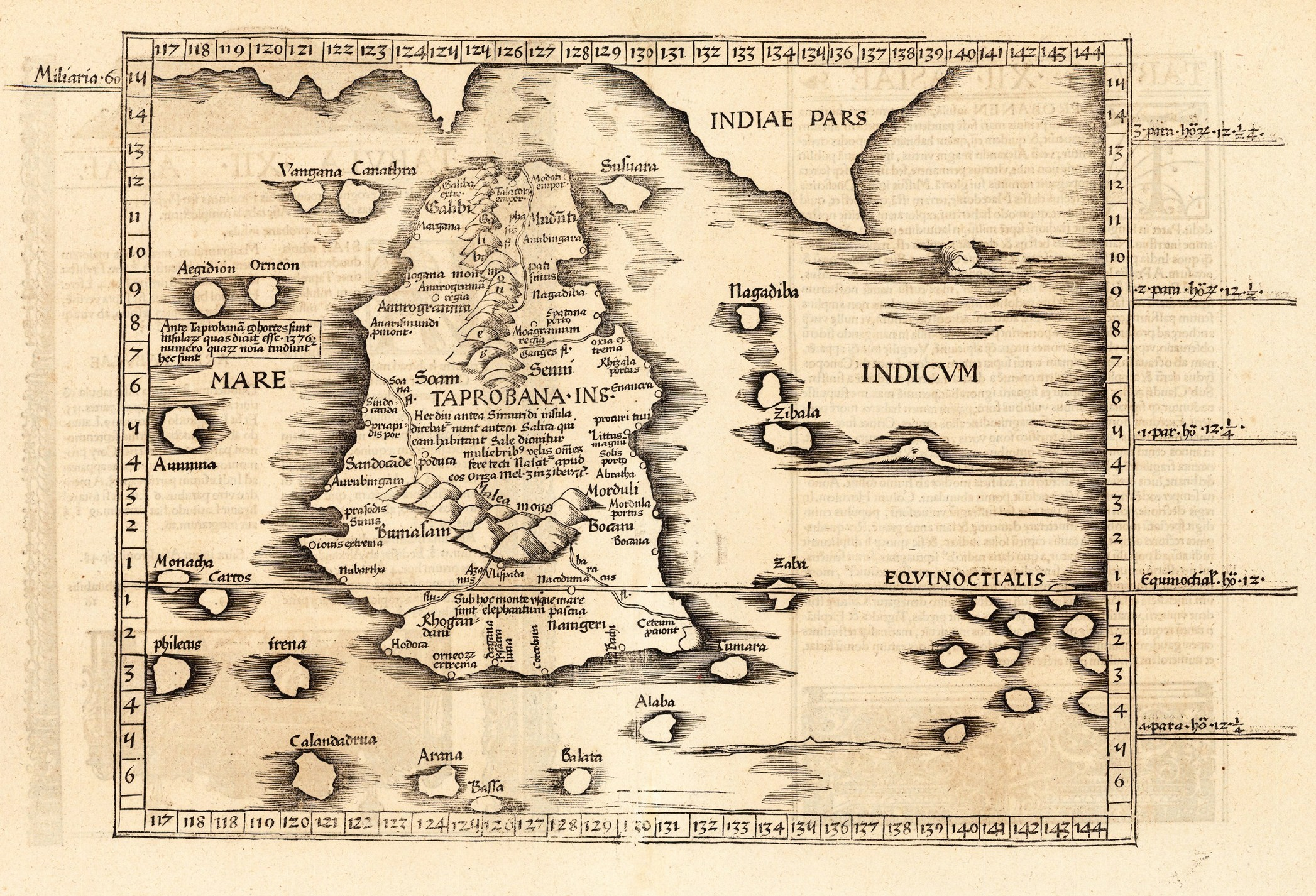
Ptolemaiosz világtérképének ábrázolása Srí Lankáról Taprobana ógörög néven. 1-2. század, kiadva 1535-ben.
Brit Ceylon koronagyarmat zászlója 1875–1948 között.
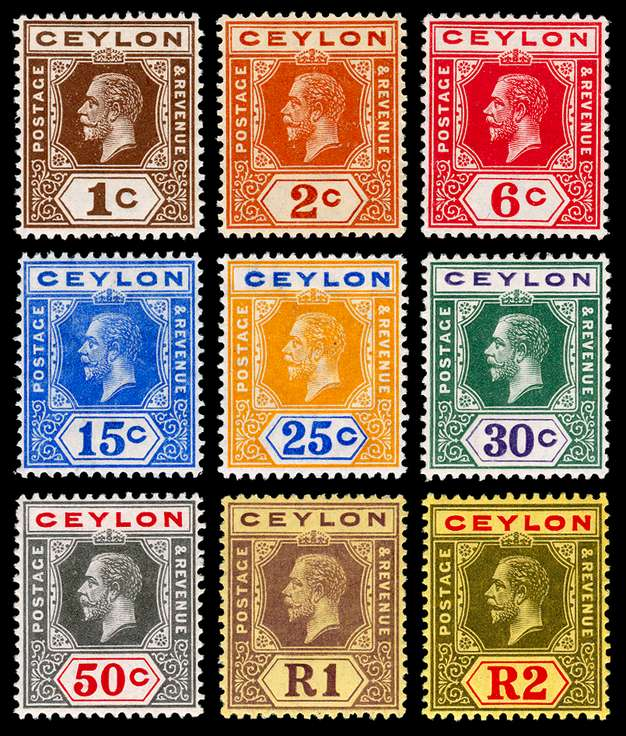
Brit Ceylon, 1 cent és 2 rúpia közötti névértékű postabélyegek V. György király portréjával.
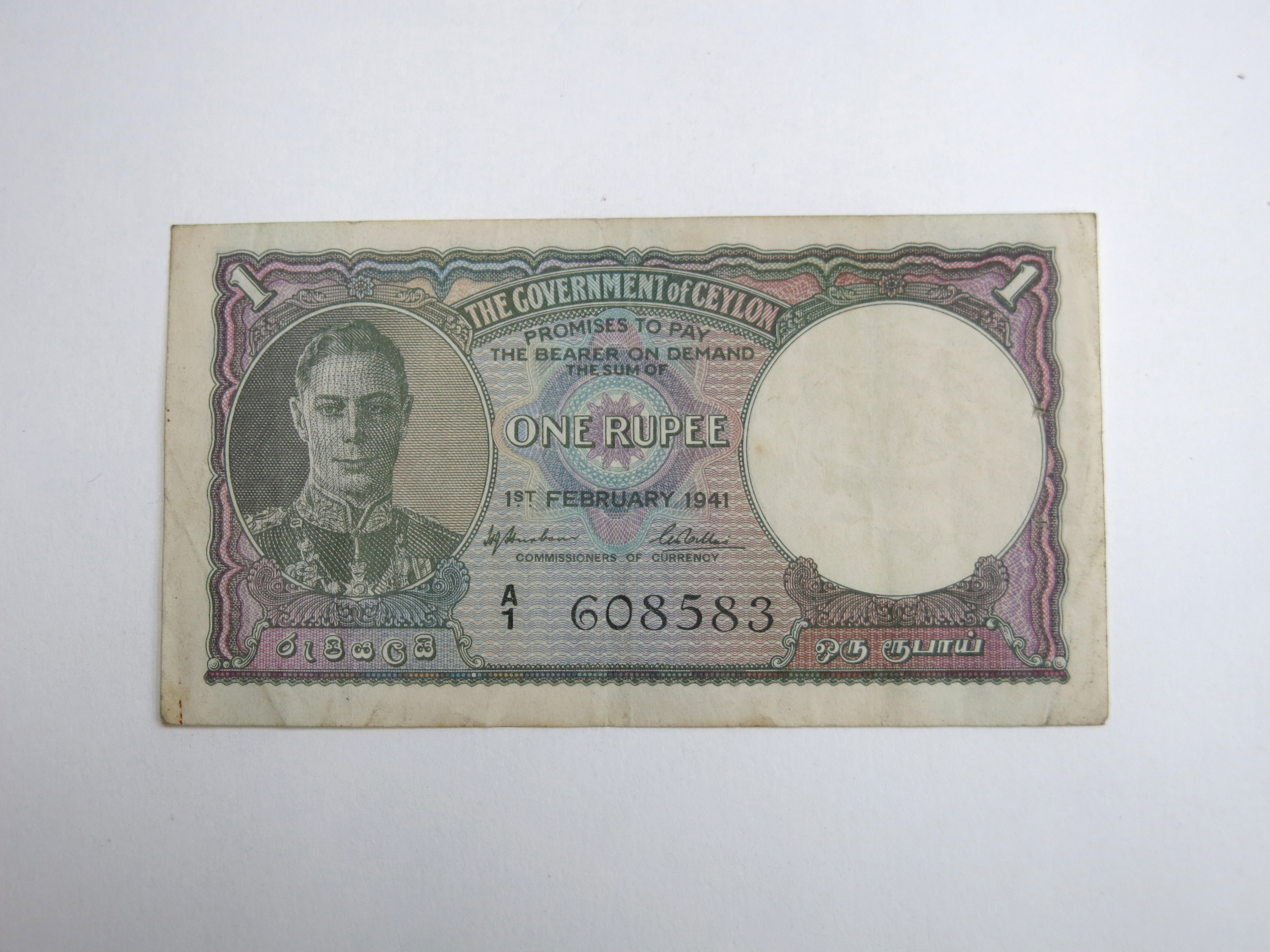
Brit Ceylon, 1 rúpiás papírpénz VI. György király portréjával.
Ceylon Domínium (Dominion of Ceylon) koronás címere 1954 és 1972 között, amikor az ország királyság volt, II. Erzsébet királynővel a trónon.
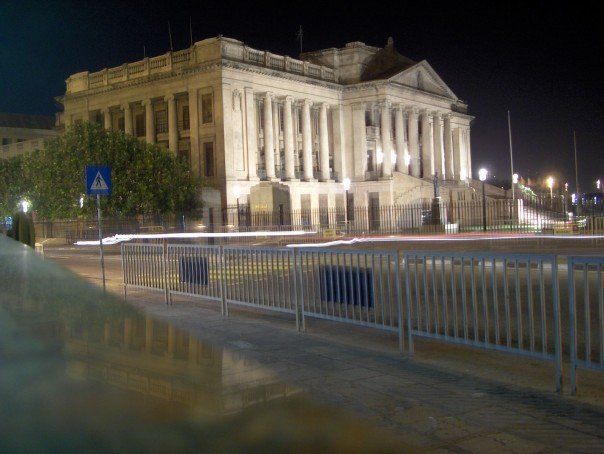
A régi, brit gyarmati időkben épült parlament épülete Colombóban, jelenleg az elnöki titkárságként működik.

## Politika és közigazgatás
Srí Lanka köztársaság, unitárius állam, amelyet félelnöki rendszer irányít.
2005 és 2015 között Mahinda Rajapaksa volt az ország elnöke, aki autoriter rendszerben irányította az országot. 2019-ben a testvérét, Gotabaya Rajapaksát választották meg elnöknek, míg Mahinda a miniszterelnök lett. A testvérek alatt Srí Lanka gazdasága 2022-ben összeomlott. A népi tüntetések és tiltakozások az elnöki ház 2022. július 9-i megrohanásával és ostromával tetőztek, aminek eredményeként Gotabaya Rajapaksa elnök Szingapúrba menekült, majd később hivatalosan is bejelentette a lemondását. A tüntetők ostrom alá vették és megrohamozták a miniszterelnök házát is és felgyújtották.
2022 nyarán Ranil Wickremesinghe lett Srí Lanka új elnöke. Különféle gazdasági reformokat hajtott végre Srí Lanka gazdaságának stabilizálása érdekében, amely enyhe javulást mutatott.

### Alkotmány, államforma
A kabinetet az államelnök vezeti, akit öt évenként a nép közvetlenül választ. A miniszterelnököt az államfő nevezi ki. Az egykamarás parlamentbe öt évenként 225 képviselőt választanak.

### Közigazgatási beosztás
Az országot 9 tartomány alkotja:
| Tartomány                      | Főváros      | Terület (km²) | Népesség (2012) |
| ------------------------------ | ------------ | ------------- | --------------- |
| Central (Központi)             | Kandi        | 5,674         | 2 556 774       |
| Eastern (Keleti)               | Trincomalee  | 9,996         | 1 547 377       |
| North Central (Észak-Központi) | Anuradhapura | 10,714        | 1 259 421       |
| Northern (Északi)              | Jaffna       | 8,884         | 1 060 023       |
| North Western (Északnyugati)   | Kurunegala   | 7,812         | 2 372 185       |
| Sabaragamuwa                   | Ratnapura    | 4,902         | 1 919 478       |
| Southern (Déli)                | Gálle        | 5,559         | 2 465 626       |
| Uva                            | Badulla      | 8,488         | 1 259 419       |
| Western (Nyugati)              | Colombo      | 3,709         | 5 837 294       |

## Népesség

### Népességének változása
Srí Lanka népességének növekedése 1950 és 2020 között:
| Év   | Népesség (millióban) | Népsűrűség (fő/km²) |
| ---- | -------------------- | ------------------- |
| 1950 | 8,1 M                | 129                 |
| 1960 | 9,9 M                | 158                 |
| 1970 | 12,5 M               | 199                 |
| 1980 | 15,0 M               | 240                 |
| 1990 | 17,3 M               | 276                 |
| 2000 | 18,8 M               | 300                 |
| 2010 | 20,2 M               | 322                 |
| 2020 | 21,7 M               | 346                 |

| Képek |

### Népesebb települések

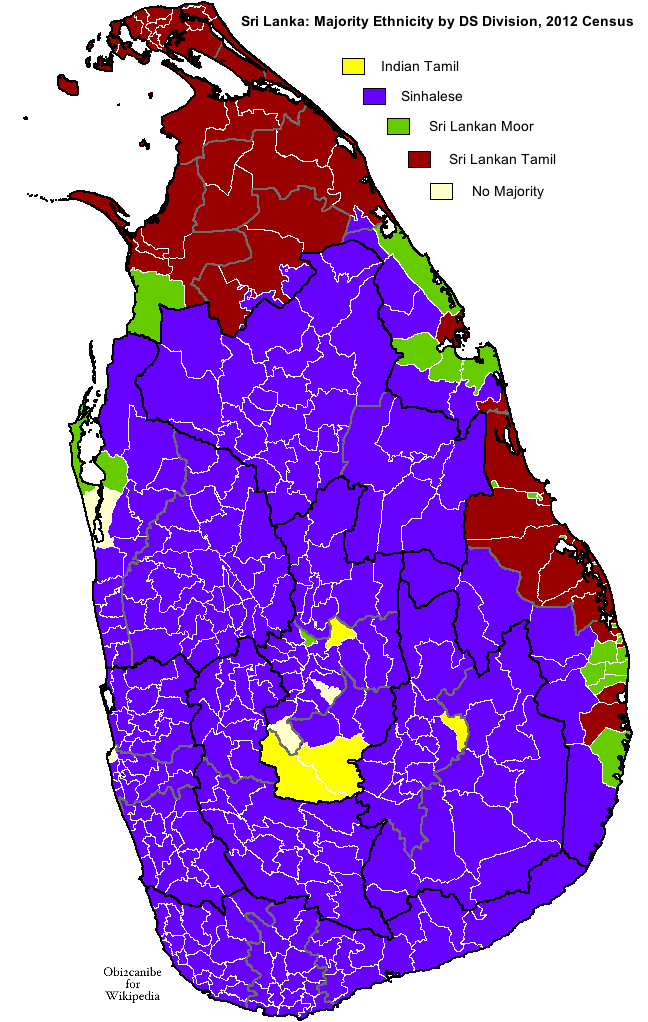
Srí Lanka fő etnikumai

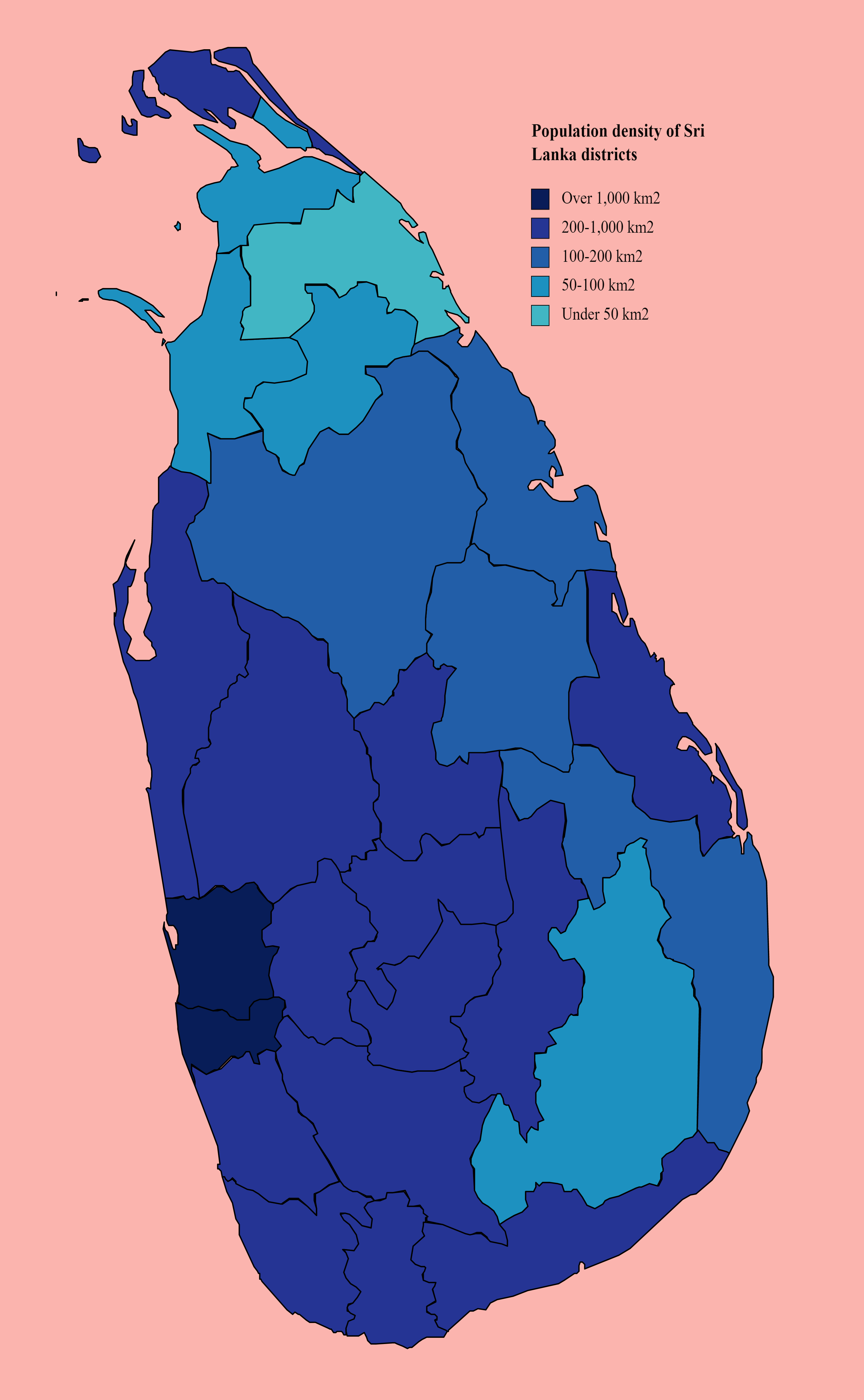
Srí Lanka népsűrűsége 2012-ben

### Etnikai megoszlás
A lakosság etnikai megoszlása:
- 74,9% szingalézek
- 15,5% tamilok
- 9,2% Srí Lanka-i mórok
- egyéb

Az északi területek kivételével mindenhol a szingalézek vannak többségben. A tamilok elsősorban északon és a Központi-hegyvidék belsejében élnek. Az arab-tamil keverék lakosság, a ceyloni mórok a nyugati és keleti partvidéken laknak, akárcsak a portugál-holland leszármazottak, a burgherek.

### Nyelvi megoszlás
Az országban a hivatalos nyelvek a szingaléz és a tamil, de sokan beszélik még az angolt is.

### Vallási megoszlás
A buddhizmus „hivatalos vallás” (államvallás).  A legtöbben a théraváda buddhista irányzathoz tartoznak.
A lakosság 70%-a buddhista, 12%-a hindu, 10%-a muszlim, 8%-a keresztény.
A népesség nagyobb részét adó szingalézek túlnyomórészt buddhisták, a tamilok főleg hinduk, a ceyloni mórok főleg muszlimok.

### Egyéb adatok
- Városi lakosság aránya: 19,4%. (2017)[23]
- Születéskor várható élettartam (2016)[29]: 76,8 év; férfiaknál 73,3 év, nőknél 80,4 év.
- Dél-Ázsia országai közül itt a legalacsonyabb a természetes szaporodás és az analfabéták száma.

## Gazdaság

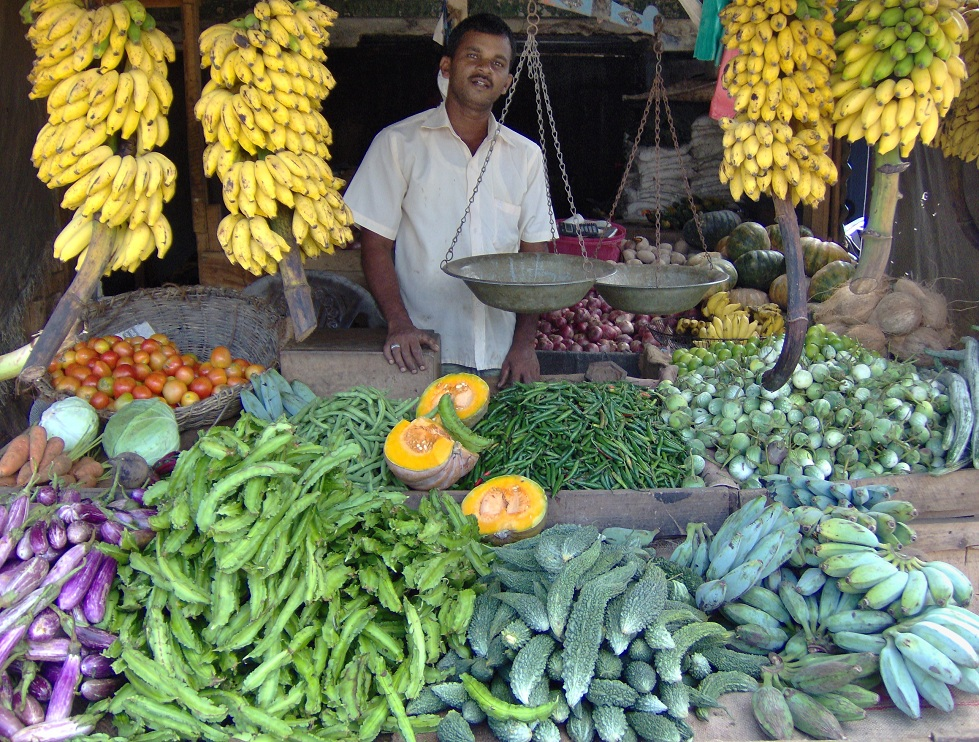
Zöldség-gyümölcs árus, Pottuvil

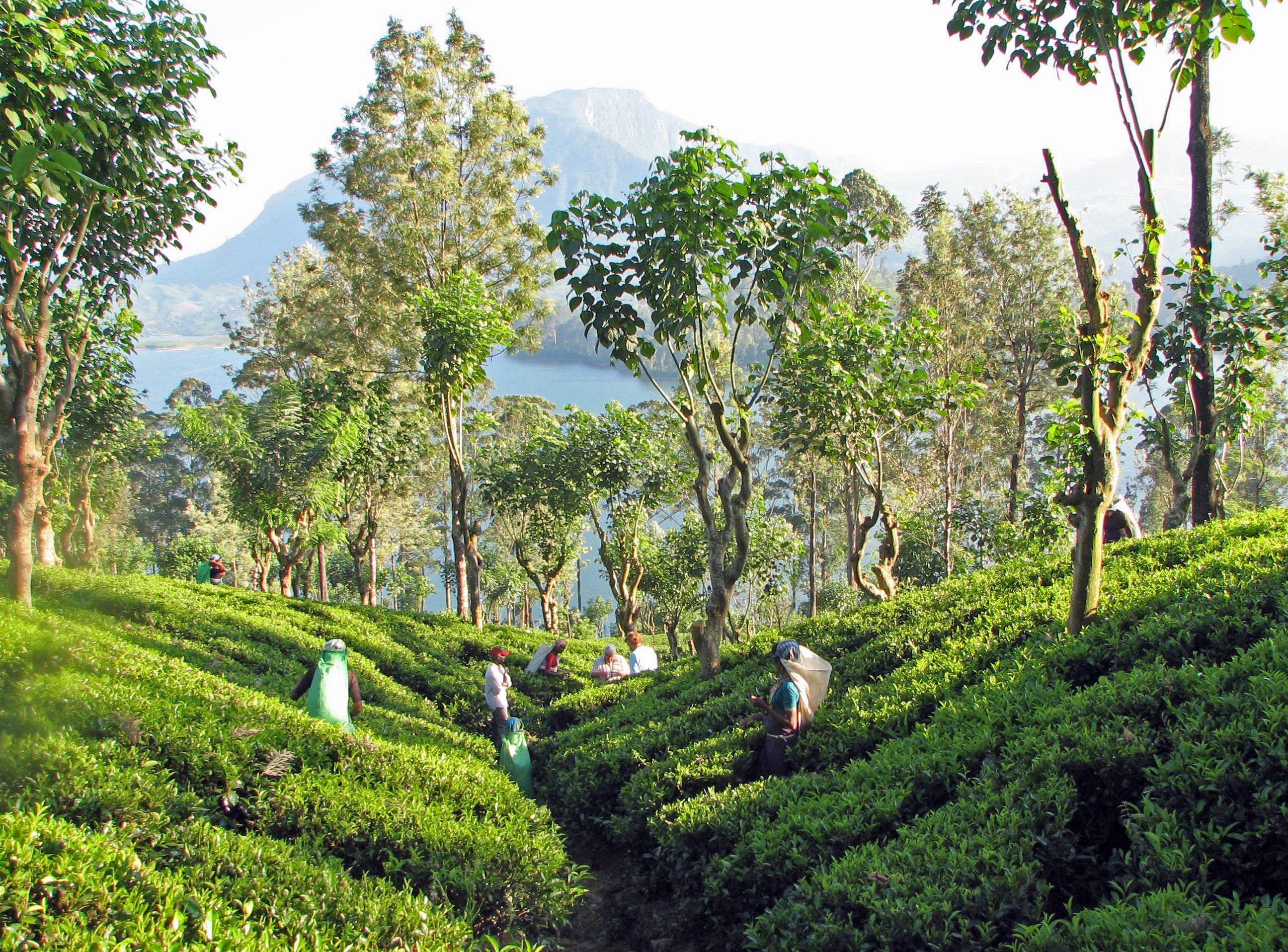
Teaültetvény Kandi közelében

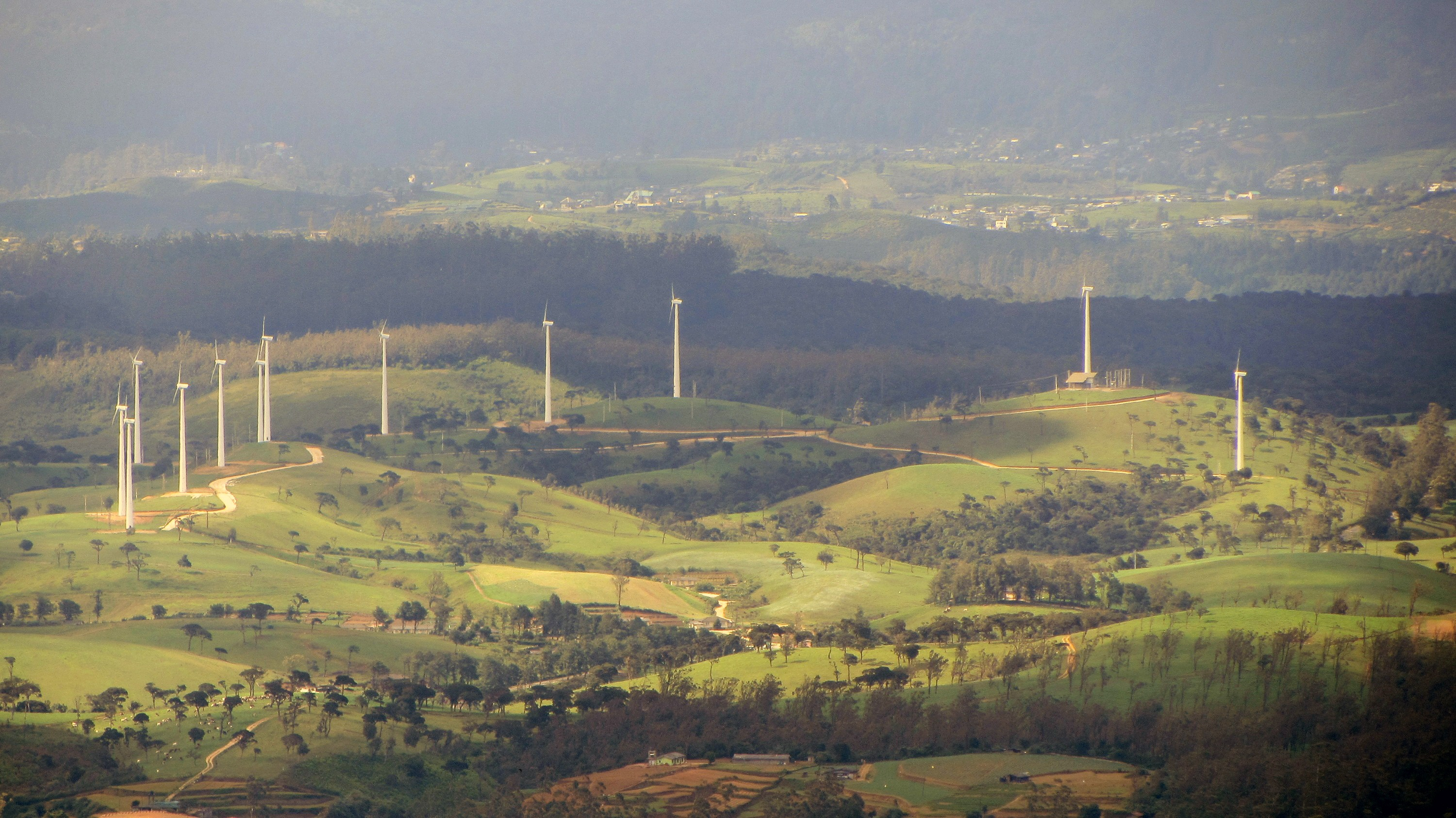
Szélfarm Ambewela mellett

2021 szeptemberében Srí Lanka súlyos gazdasági válságot jelentett,
majd 2022-ben csődöt jelentett.

### Általános adatok
A GDP (reál) növekedési üteme: 7% (2014-ben), 7,3% (2013-ban). GDP összetétele szektoronként (2014-ben): mezőgazdaság: 10,2%, ipar: 33,1%, szolgáltatások: 56,7%. A munkaerő foglalkozása (2012-ben): mezőgazdaság: 31,8%, ipar: 25,8%, szolgáltatások: 42,4%. A lakosság 9%-a él a szegénységi küszöb alatt 2010-ben.

### Gazdasági ágazatok
A trópusi monszun által öntözött termőföldeken rizst, teát, kaucsukfát és fűszernövényeket termesztenek. Sokan a halászatból és a fakitermelésből élnek. Az ipar elsősorban a mezőgazdaság terményeit dolgozza fel. A földjéből bányászott grafit, csillám és drágakőfélék világgazdasági jelentőségűek.

#### Mezőgazdaság
Fő termények, nyersanyagok: rizs, cukornád, gabona, hüvelyesek, olajos magvak, fűszerek, zöldség, gyümölcs, tea, gumi, kókuszdió; továbbá a tej, tojás, marhahús; hal.
Az ültetvényeken teát, korpát, fahéjt, kaucsukot termesztenek. Az állattenyésztés alárendelt szerepet játszik. Jelentős a korall- és gyöngyhalászat, valamint az értékes fák kitermelése.

#### Ipar
Fő ágazatok (2014-ben): a mezőgazdasági termények feldolgozása (tea, kókuszdió, dohány, nyersgumi); hajózás; ruházati- és textilipar; cementgyártás, építőipar, kőolaj-finomítás.
Iparára az exportra kerülő mezőgazdasági termékek részleges feldolgozása (bőr-, cukor- és pamutipar), illetve a gyorsan fejlődő vegyipar jellemző.
A közelmúltban a vaskohászat, kőolaj-finomítás, gyógyszergyártás, elektrotechnika, autó-összeszerelés is meghonosodott.
A bányászatnak sokféle értékes ásványkincse van.
Jelentősebb még a banki, biztosítási és informatikai szolgáltatások és az idegenforgalom (turizmus).

#### Külkereskedelem
- Exporttermékek: textil- és ruházati cikkek, tea és fűszerek; gumi; drágakövek; kókusz, hal
- Importáruk: kőolaj, textília, mezőgazdasági gépek és berendezések, építőanyagok, ásványi termékek, élelmiszerek

Főbb kereskedelmi partnerek 2017-ben:
- Export:  USA 24,6%, Egyesült Királyság 9%, India 5,8%, Szingapúr 4,5%, Németország 4,3%, Olaszország 4,3%
- Import:  India 22%,  Kína 19,9%, Szingapúr 6,9%, Egyesült Arab Emírségek 5,7%, Japán 4,9%

#### Drágakövek
Srí Lankában több mint 50 féle drágakő fordul elő, a legértékesebbek a kék zafír, a macskaszem (krizoberill) valamint a narancsos-rózsaszínű zafír (padparadsa). Megtalálható még a csillagzafír, a rubin, az alexandrit, az akvamarin, a topáz, a garnet, a kék és a fehér holdkő és az ametiszt. Az angol királynő koronáján lévő 400 karátos kék zafírt (blue belle) és a tévesen „indiai csillag” névre hallgató – a New York-i Nemzeti Múzeumban található kék zafírt is Srí Lankán találták. A drágakövek zömét Ratnapura környékén bányásszák.

## Közlekedés

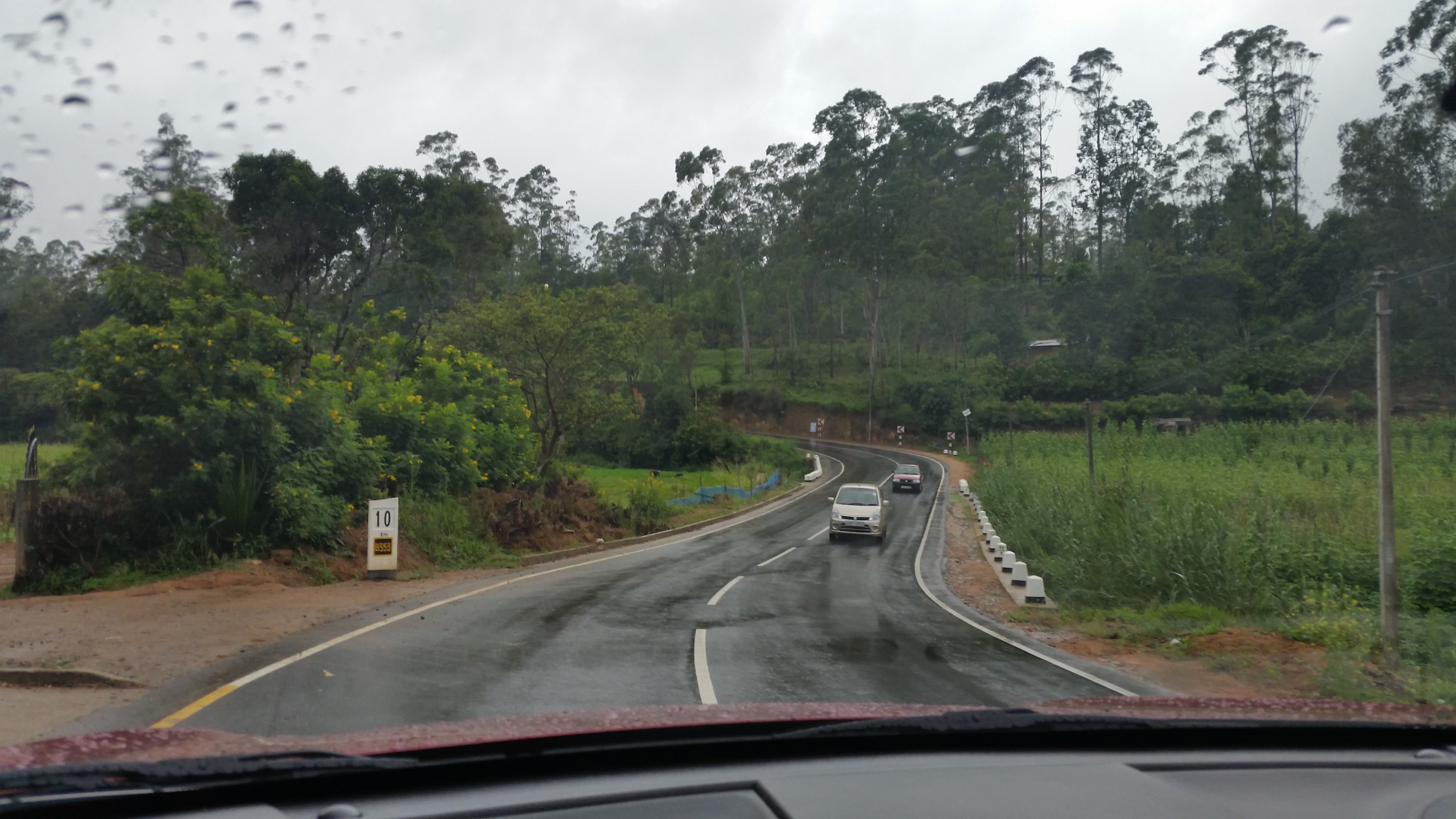
Kétsávos főút (2016)

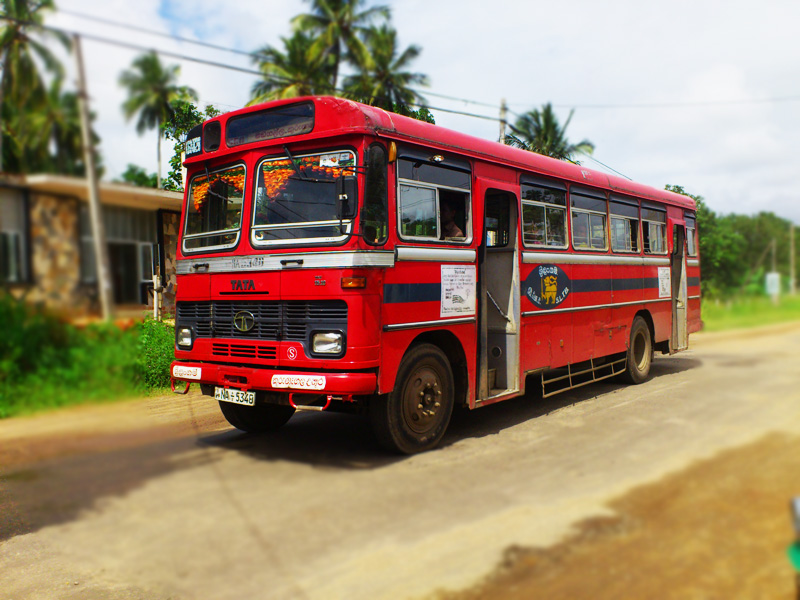
Egy Srí Lanka-i busz

A közlekedés elsősorban a közúti hálózatán alapul, amely az ország kereskedelmi fővárosában, Colomboban összpontosul.

### Közút
2013 októberében 12 ezer kilométer volt az A- és B-osztályú utak hossza és közel 152 kilométer a gyorsforgalmi út (elsősorban Colombo-Matara, illetve Colombo – Katunayake (Negombo) között).
A 2010-es években Colombotól Kandy felé is épül egy közel 100 km-es gyorsforgalmi út.

### Vízi közlekedés
Mélyvízi kikötők: Colombo, Hambantota, Gálle, Trincomalee.

### Légi közlekedés
Repterek száma 2012-ben 18, ebből 15 burkolt pályájú.
Nemzetközi forgalmú repterek Colombo, Hambantota és Jaffna mellett találhatók.

## Telekommunikáció
| Hívójel prefix | 4P-4S |
| ITU zóna       | 41    |
| CQ zóna        | 22    |

## Kultúra

### Kulturális intézmények

#### Múzeumok
- Nemzeti Múzeum – Colombo. Címe: Sir Marcus Fernando Mawatha, Colombo 7. Nyitva: péntek kivételével 9-17 h

Könyvtárában 500000 könyvet tartanak, melyek közül 4000 pálmalevélre íródott
- Kandi Városi Múzeum – A királyi palotában található. Nyitva: minden nap 9-17 h
- Drágakő Múzeum – Ratnapura. Nyitva. 9-17 h
- Romvárosok: Anuradhapura, Polonnaruwa. Megtekinthetők: 9-17 h

#### Kulturális világörökség
A sziget a buddhizmus egyik központja és hosszú múltra tekint vissza története és kultúrája. Ezért aránylag sok helyet nyilvánított az UNESCO világörökséggé:
- Anuradhapura szent városa;
- Polonnaruva ősi városa;
- Szigirija ősi városa;
- Kandi szent városa;
- Gálle óvárosa és erődítményei;
- Dambulla szikla- és aranytemploma.

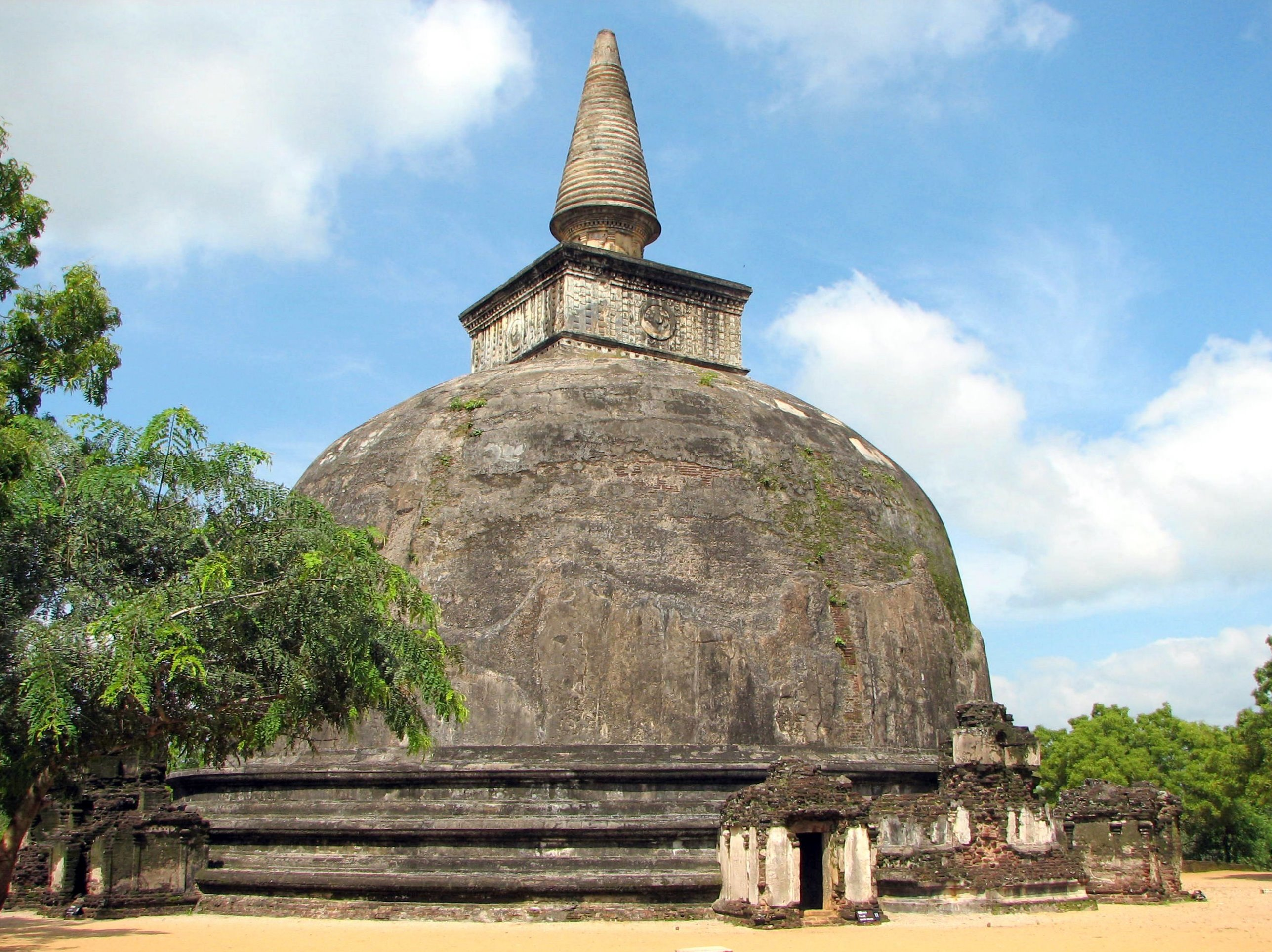
Kiri Vihára, Polonnaruwa egy épülete

### Művészetek

#### Építészet

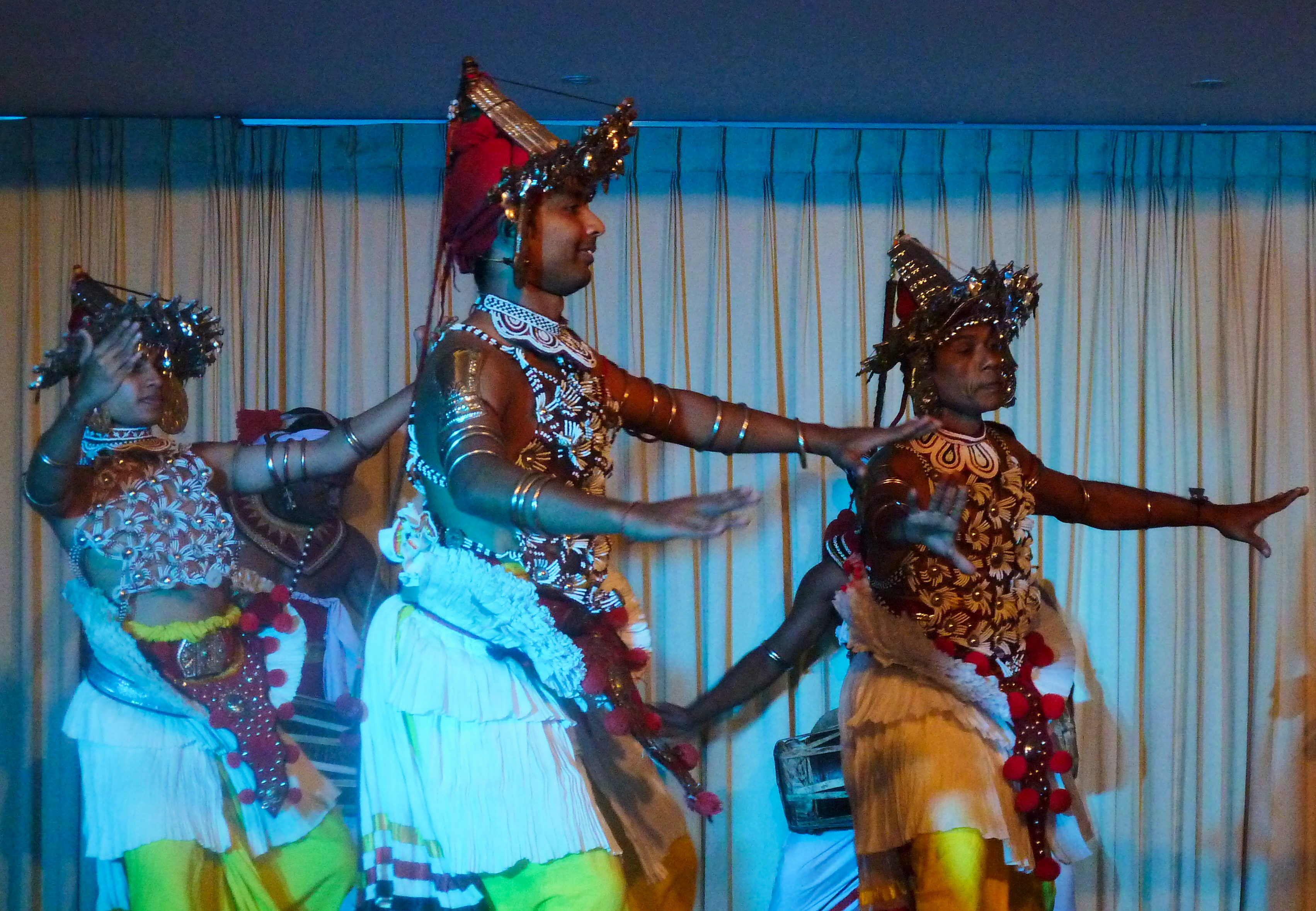
Kandi táncosok

Srí Lanka történelmének korai időszakából elsősorban építészeti emlékek maradtak fenn: nagyobbrészt vallási célú építmények (főleg buddhista templomok és dagobák), illetve a királyi hatalomhoz kapcsolódó paloták, erődítmények. A vallási építészet alapja, a dagoba, rendszerint négyzetes kőteraszon nyugvó, félgömb alakú építmény, tetején négyzetes oszlopra állított, fokozatosan vékonyodó, hengeres csúccsal. A tömör építmény lényegében ereklyetartó, melynek alapjában, vagy csúcsában befalazva Buddha-ereklyét, vagy szent életű szerzetesek hamvait helyezték el. A buddhista gondolkozás a dagoba egyes elemeinek meghatározott jelentést tulajdonít, így kialakítását e szimbolika előírásai határozzák meg. A dagobák, amelyek éppoly elmaradhatatlan részei a buddhista templomoknak, mint a terebélyes bó-fák, méreteiket tekintve az 1-2 méterestől a 100 métert meghaladó magasságúig terjednek. 

#### Tánc
A főbb hagyományos táncstílusok:
- Kandi táncstílusok. (Uda Rata Natum, szingaléz: උඩරට නැටුම්) Önálló irányzatot képviselnek a kandi táncstílusok, amelyek a buddhista templomokban, vallási rítusokból alakultak ki. A kandi táncokat – a kultikus táncokhoz hasonlóan – főleg férfiak adják elő. A táncosok öltözéke fémlemezkékből álló díszítéssel keretezett, csúcsos sapka és szoknyaszerű, fehér szárong. Kar- és lábpereceket, valamint fülbevalókat viselnek, felsőtestük a mellüket borító díszítéstől eltekintve meztelen. Az akrobatikus elemekkel tarkított táncra pontosan kidolgozott kéz- és lábmozdulatok, a fokozatosan gyorsuló ütem jellemző. [32]
- Maszk- és ördög-táncok. Az előadó művészetek közül a sziget déli részéről származó, kultikus eredetű maszk-táncok a legősibbek. A démon- és állatmaszkokat viselő táncosok ősi mítoszokat, ördög- és betegségűző rítusokat mutatnak be. Híres Ambalangoda települése az ördögűző táncairól.
- Néptáncok (pl. a Leekeli, Kalagedi, Raban, Polkatu)
- Táncdráma

A legtöbb tánc kíséretének alapja a dob, amelyeknek több mint 30 fajtája ismert. A táncok egy részének csak dobkísérete van, de gyakran szerepet kapnak a csengettyűk és az egyszerűbb fúvóshangszerek is.

### Hagyományok, néprajz
A szigetország egyik jellegzetessége, hogy a helyi halászok közül sokan még ma is hagyományos módon, magas gázlólábakon állva fogják ki a halakat.

### Nemzeti szimbólumok

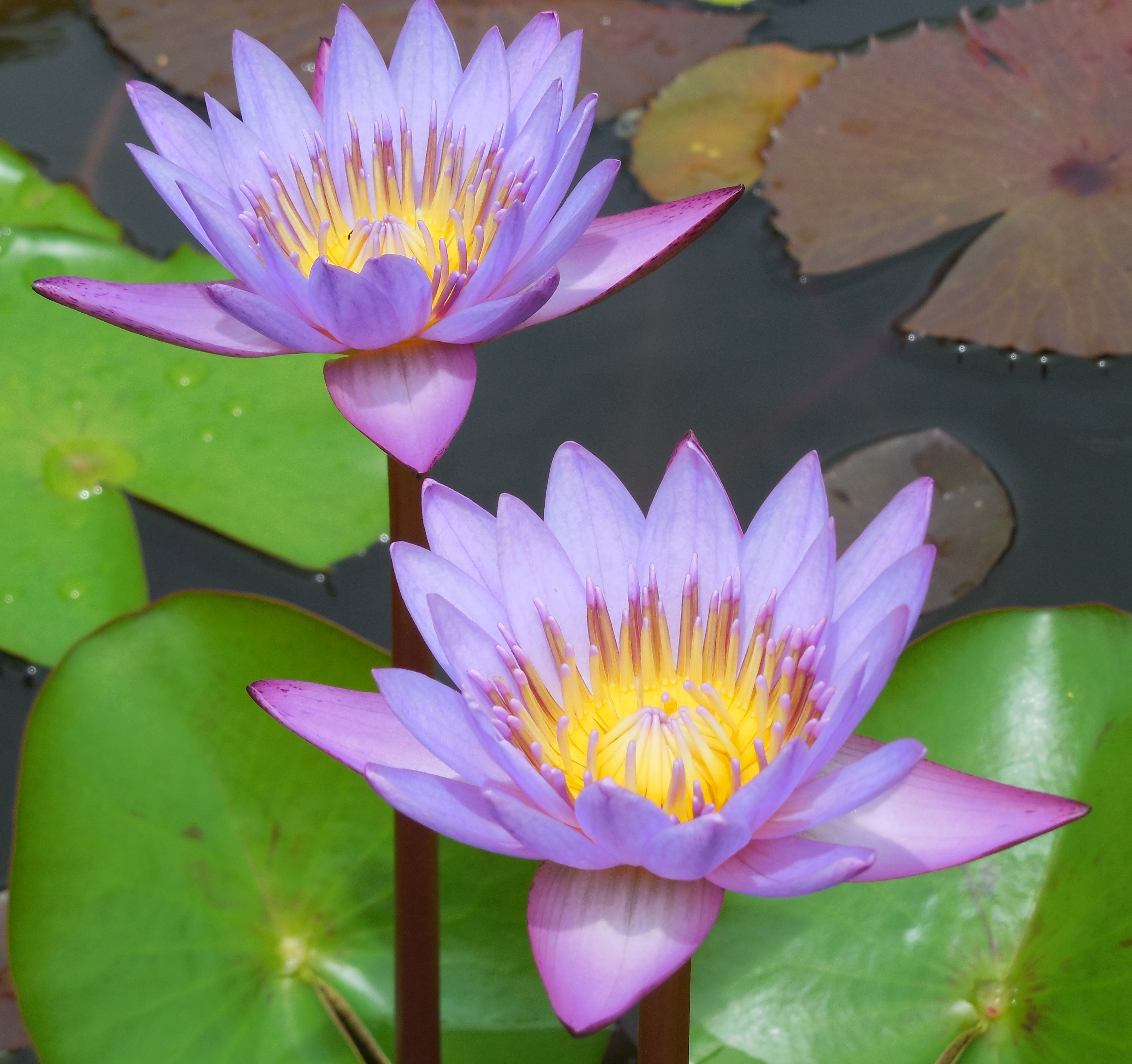
Nymphaea nouchali (tündérrózsa)

- Nymphaea nouchali (tündérrózsa) a nemzeti virág
- Mesua ferrea (vasfafélék) a nemzeti fa
- Ceyloni tyúk a nemzeti madár
- A kék zafír a nemzet drágaköve[34]
- A nemzeti sport: a röplabda[35]

#### Nem hivatalos nemzeti szimbólumok
- A ceyloni elefánt (Elephas maximus maximus) és az oroszlán[36]
- Nemzeti (hagyományos) viselet: nőknek a szári, férfiaknak a szárung és a dhoti (vetti, mundu)

### Szokások, illemtan
- Az angol befolyásnak köszönhetően a nyugati üdvözlési formák, így a kézfogás az üzleti életben mindkét nem tagjai között általánosan ismert.
- Ujjal mutatni valakire illetlenség. Ha valakit magunkhoz akarunk hívni, lefelé fordított tenyérrel intsünk az ujjainkkal.
- A társalgásban ne hozzuk szóba a tamilok és szingalézek közti ellenséges viszonyt, a vallás, a kasztrendszer és a szex témakörét.
- Étkezéskor ne használjuk a bal kezünket! Ha a fogást növényi levélen kínálják, azt ne együk meg, hiszen az a tányér.
- A fej szent, a láb tisztátalan. Ne érintsük meg senkinek a fejét, a lábunkat ne tegyük fel bútordarabokra stb.
- Templom vagy mecsetlátogatáskor a ruházatunk takarja a lábunkat és a karunkat.
- Ne adjunk közvetlenül pénzt a buddhista szerzeteseknek. Számukra tilos a pénz érintése, adományunkat a templom előtti dobozba tegyük.
- A vallási kegytárgyakat kezeljük a legnagyobb tisztelettel.
- A helyiek időfelfogása alapján ők természetesnek veszik, ha egy fontos ember akár 2-3 órát is megvárakoztatja őket.
- Délelőtt és délután teaszüneteket tartanak a hivatalnokok. Ilyenkor ne számítsunk rá, hogy bárki is a rendelkezésünkre áll, még ha az íróasztalánál is ül az illető.

### Gasztronómia
A konyhaművészet alapja a curry (fűszerkeverék és egyben a felhasználásával készült ételek neve). A curry-s ételek a pörkölthöz hasonlóan, de a pirospaprika szerepét a fűszerkeverék játssza. Az ízléstől és az étel jellegétől függően még további fűszereket (kardamom, szegfűszeg, mustármag) is felhasználnak. A currys ételek nagyobbrészt zöldségfélékből készülnek. A leggyakoribb alapanyagok: zöldbab, káposzta, burgonya, uborka, cékla és más Magyarországon ismeretlen zöldségek. A curry-t elsősorban főtt rizzsel eszik. A vidéken élő Srí Lanka-iak gyakran minden étkezéshez curry-t esznek, de különböző alapanyagokból és különböző ízesítésekkel.
Reggelire gyakran fogyasztják a hoppert, ami rizslisztből és kókusztejből készült, ropogós palacsintaféle. A Srí Lanka-i konyhában a leves gyakorlatilag ismeretlen, de az ebéd vagy vacsora elképzelhetetlen a gyümölcsök sokasága nélkül. A buddhisták és hinduk jelentős része vegetáriánus.
A legjellegzetesebb üdítő ital a kókusz friss leve. Jellemző még a napi többszöri teázás. A sötétre készített teát sok cukorral és gyakran néhány csepp tejjel isszák. Jó minőségű a kávé is, amelyet hosszú lére eresztve isznak. A nemzeti italuk még a kókuszléből erjesztett pálinkaféle, az arak, melynek fő termelő vidéke a déli tengerparti sáv.
Népszerű az országban az indiai, muszlim és kínai konyha is.

## Turizmus
Az ország ókori városok, paloták, templomok maradványaiban gazdag. A kellemes klíma, a több mint 2500 éves írott történelem, a fantasztikus kirándulások évről évre rengeteg turistát vonzanak a világ minden tájáról. Srí Lankán egy ma még érintetlen kultúra várja az odalátogatót.

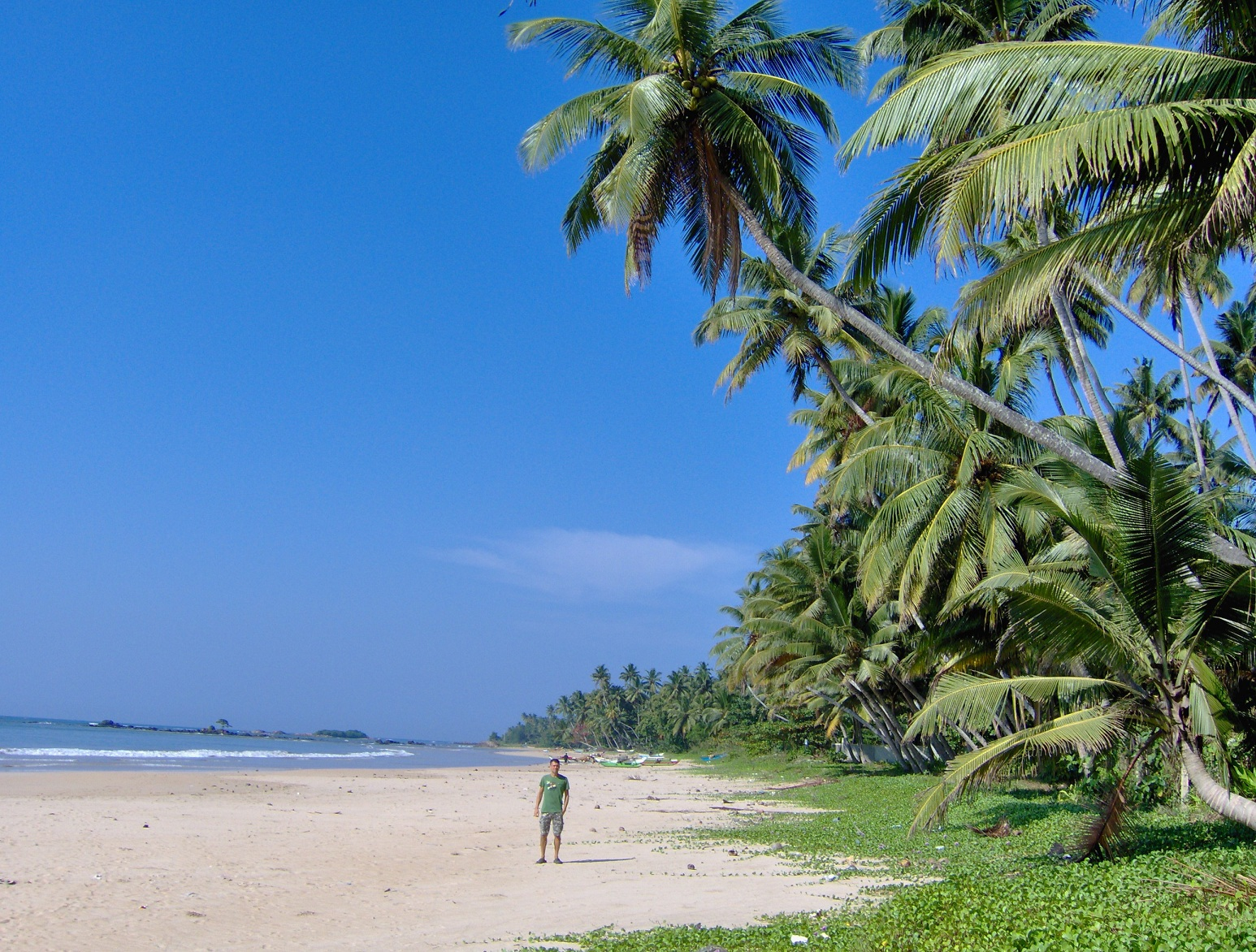
Matara kókuszpálmás tengerpartja

### Fő látnivalók
- a kulturális világörökség helyszínei
- a kókuszpálmás tengerpart
- a vízesések
- a tengeri élővilág
- az Ádám-csúcs
- a Sinharaja Erdőrezervátum ritka és endemikus állatvilága
- Jaffna városa
- a Srí Lanka-i kultúra, a különféle fesztiválok, táncok stb.
- Ambalangoda ördögűző táncai

## Sport

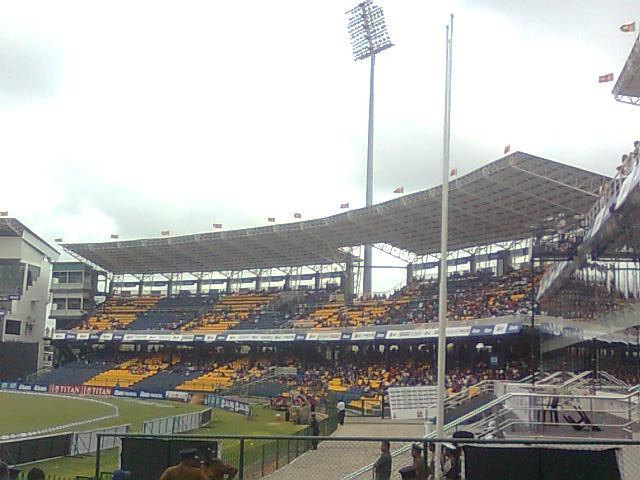
R. Premadasa stadion, Colombo

Az ország messze legnépszerűbb sportja a krikett, amelyben nemzeti válogatottjuk 1996-ban világbajnoki címet is szerzett. Szintén népszerű a nemzeti sportnak számító röplabda, valamint a rögbi, a labdarúgás, az atlétika és a tenisz.

## Ünnepek
Minden valószínűség szerint Srí Lankán van a világon a legtöbb munkaszüneti- vagy ünnepnap. Ezek közül a legjelentősebbek a következők:
| Január    |                         | Duruthu Full Moon Poya Day – buddhista ünnep                   | *†# |
| Január    |                         | Thai Pongal – 4 napos tamil szüreti fesztivál                  | *†# |
| Február 4 | Függetlenség napja      | National Day                                                   | *†# |
| Február   |                         | Magha Puja – buddhista ünnep                                   | *†# |
| Márc      |                         | Maha Shivaratri – hindu fesztivál                              | *†  |
| Márc      |                         | Medin Full Moon Poya Day – buddhista ünnep                     | *†# |
| Márc      | Nagypéntek              | Good Friday                                                    | *†  |
| Ápr. 13.  |                         | A szingaléz és tamil újévet megelőző nap                       | *†# |
| Ápr. 14.  | Szingaléz és tamil újév | Alut Avurudda, Puttándu                                        | *†# |
| Ápr       |                         |                                                                | †   |
| Ápr       |                         | Bak Full Moon Poya Day – buddhista ünnep                       | *†# |
| Máj 1     | A munka ünnepe          | May Day                                                        | *†# |
| Máj       | Vészák                  | Wesak Full Moon Poya Day – buddhista ünnep                     | *†# |
| Máj       |                         | Day following Wesak Full Moon Poya Day – A Vészákot követő nap | *†# |
| Jún       |                         | Poson Full Moon Poya Day – buddhista ünnep                     | *†# |
| Júl.      |                         | Asalha Puja – buddhista ünnep                                  | *†# |
| Aug.      |                         | Nikini Full Moon Poya Day – buddhista ünnep                    | *†# |
| Szept     |                         | Binara Full Moon Poya Day – buddhista ünnep                    | *†# |
| Okt.      |                         | Vap Full Moon Poya Day                                         | *†# |
| Okt./Nov. | Díváli                  | Deepavali                                                      | *†  |
| November  |                         | Il Full Moon Poya Day – buddhista ünnep                        | *†# |
| December  |                         | Unduvap Full Moon Poya Day                                     | *†# |
| Dec. 25   | Karácsony               | Christmas Day                                                  | *†# |
| változó   | A böjt megtör. ünnepe   | Eid al Fitr – iszlám ünnep                                     | *†  |
| változó   | Áldozati ünnep          | Eid al Adha – iszlám ünnep                                     | *†  |
| változó   | Maulid                  | Milad-Un-Nabi – Mohamed próféta születésnapja                  | *†  |

* nemzeti ünnep, † munkaszüneti nap, # kereskedelmi szünnap
Minden hónapban, teliholdkor, vagyis az ún. poya (puja) napokon a hívők és nem hívők egyaránt munkaszünetet tartanak. Ezért, ha bármilyen programot szervezünk az éppen aktuális holdnaptár szerinti ünnepi nyitva- vagy éppen zárva tartásra már jó előre célszerű felkészülni, nehogy meglepetés érjen bennünket. Viszont a vallási ünnepeken, felvonulásokon – a peraherán – részt venni mindenkinek nagy élményt jelent.